# 白喉癞颈龟
白喉癩頸龜（學名：Elseya albagula）是齒緣癩頸龜屬下的一種淡水龜，只生活在澳大利亞昆士蘭州的幾條河流中。這種龜是一種完全水生龜，很少登陸，主要以植物及其果實為食。
有爭議者認為白喉癩頸龜應該被分成數個種，但是形態學和DNA證據都不支持此結論。

## 命名學
1960年代，白喉癩頸龜首次作為一個種得以描述。2006年定現名。其名稱得名於其成年雌性個體的白色喉部。

## 描述
白喉癩頸龜平均背殼長度達45（18英寸），呈圓形，褐色或黑色，無光澤。未成年體背部有龍骨狀盾板。
其頭部前端有防護用鱗甲，嚙喙有明顯的齒槽。